# Сумская, Тамара Михайловна
Тама́ра Миха́йловна Сумска́я (до 1958 — Бу́бчикова) (род. 1933) — советская волейболистка, игрок сборной СССР (1958). Чемпионка Европы 1958, чемпионка СССР 1965. Нападающая. Мастер спорта СССР.
Выступала за команду ЦСК МО/ЦСКА. В её составе: чемпионка СССР 1965, серебряный (1962) и бронзовый (1958) призёр союзных первенств. В составе сборной Москвы серебряный призёр  Спартакиады народов СССР и чемпионата СССР 1959.
В составе сборной СССР в 1958 году стала чемпионкой Европы.
После окончания игровой карьеры работала учителем.